# 手势识别

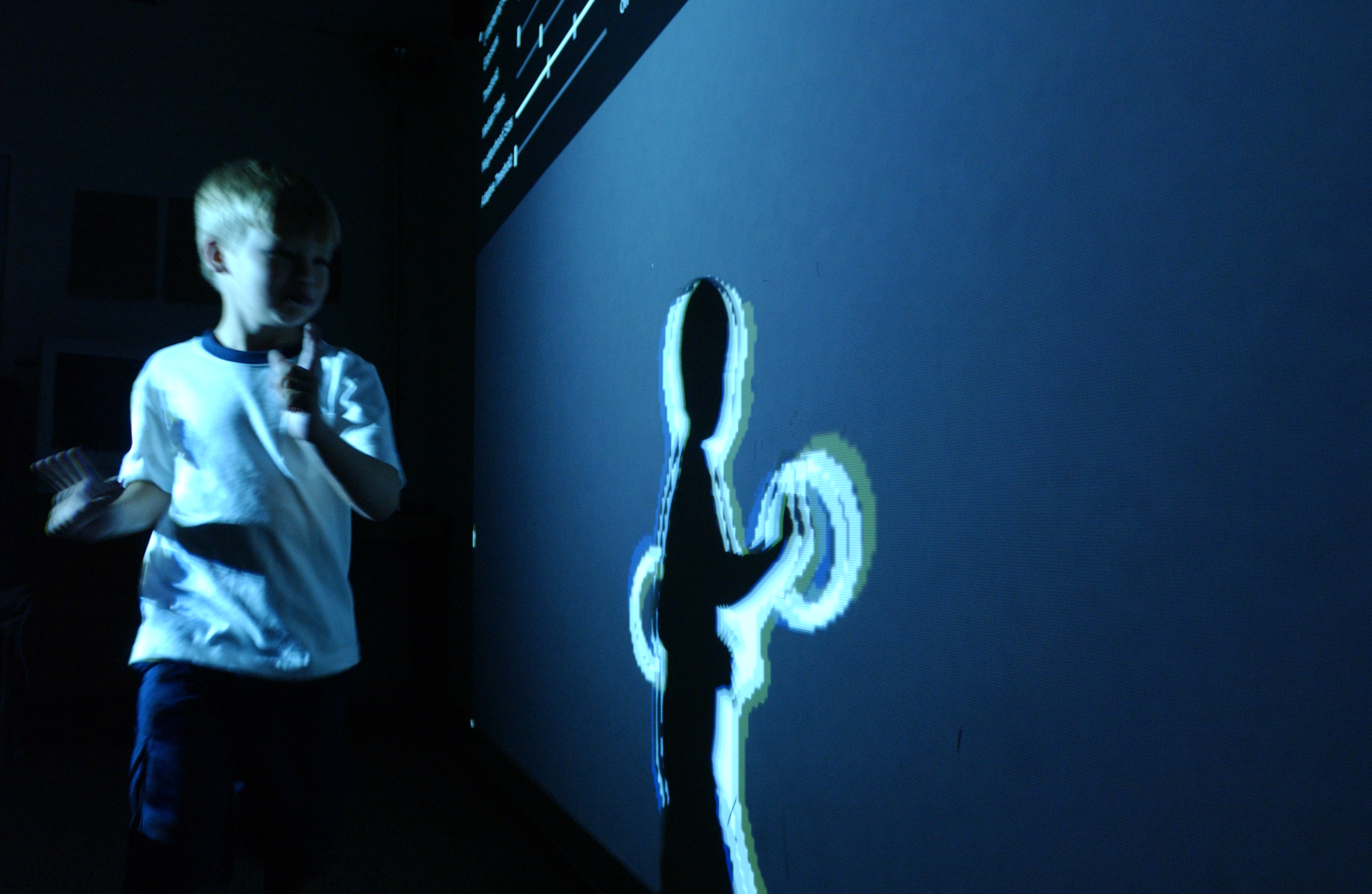
運行beta版本的電腦視覺演算法，用來偵測手勢。

在计算机科学中，手势识别是通过数学算法来识别人类手势的一个议题。手势识别可以来自人的身体各部位的运动，但一般是指脸部和手的运动。目前面部表情识别及手势识别成为研究热点。大多数方法采用相机基于计算机视觉算法解释手語。然而，识别人的姿势，步态，行为也是手势识别的一个分支。手势识别可以认为是让计算机理解人体肢体语言的一种手段，因此，人机交互不仅仅是文字接口或者用鼠标键盘控制的用户图像界面，会有更多丰富的途径。

## 建模方法
根據輸入資料的類型，需要利用不同的方法建構手勢模型。

### 三維模型
三維模型是將物體表示為三維多邊形，利用大量的點和線條完整地描述物體表面。三維模型目前廣泛應用在動畫產業與電腦視覺的領域。
此方法建構出的模型精細度較高，但需要大量的計算，因此有一個簡化的方法是將人體的重點部位以簡單的物件表示，例如用圓柱體表示手臂、用球體表示頭部，如此便能用簡單的參數描述模型。

### 骨架模型
由於三維模型需要大量的參數，另一個簡化的版本是將實體用骨架來描述。骨架模型利用關節的角度與每個分節的長度做為參數，因此大幅減少了計算量。
骨架模型具有下列優點：
- 需要的參數量較少，因此計算較快。
- 可以和骨架的模板資料庫做比對，以辨識手勢類型。
- 由於只用關鍵的點來描述模型，因此可以抽取出手部的重要特徵點。

### 外觀模型
如果輸入的資料是二維的影像，則必須使用外觀模型來描述物體特徵。外觀模型可以是物體的輪廓、原始的影像，或由影像抽取出的特徵。

## 手部追蹤
在動態系統中，需要對手部進行追蹤。常用的一種方法是粒子濾波器，藉由在每個時間點遞迴地得到物體狀態的後驗機率，而估計出物體的位置。

## 手勢辨識
在得到手部模型後，要利用這些資訊辨識出手勢。常用的方法是在辨識之前，先取得大量的訓練資料，建立各種手勢的資料庫，利用機器學習，訓練出能夠辨識手勢的模型，實際運用時，再將測試資料輸入模型，便能得到辨識結果。手勢辨識常用的機器學習方法有：
- Adaboost
- 決策樹(decision tree)
- 隱馬可夫模型(hidden Markov model, HMM)
- 支持向量機(support vector machine, SVM)
- 動態時間校正(dynamic time warping, DTW)
- 人工神經網路(artificial neural network)